# Alto Parnaiba Piauiense (tiểu vùng)
Alto Parnaiba Piauiense là một tiểu vùng thuộc bang Piauí, Brasil. Tiều vùng này có diện tích 25525 km², dân số năm 2007 là 36545 người.